# Декларација
Декларација (од лат.  — „изјава, проглас”) документ је политичке, правне или неке друге природе у облику свечане изјаве која садржи основне принципе или ставове о неком важном проблему. У међународним односима декларација је изјава коју двије или више држава заједнички дају о постигнутом споразуму или о неком начелном питању.

## Особине и историја
Специфичну тежину у међународним односима у данашње вријеме имају декларације које се доносе у најважнијим међународним организацијама, као што су Уједињене нације. Декларација је и једнострана изјава једне државе којом се стварају права и обавезе друге или других држава. На примјер, такве су декларације о објави рата, неутралности, о признању државе и слично.
Врло често највиши државни органи и институције, у круцијалним историјским моментима упућују својим грађанима декларације које се односе на најважнија политичка и правна питања. Исто тако, политичке странке и покрети се често обраћају јавности путем декларација.
Неке декларације, као што је француска Декларација о правима човјека и грађанина (фр. Déclaration des droits de l'homme et du citoyen) из августа 1789, сматрају се основним повељама о људским слободама. Сличну важност има и америчка Декларација о независности (енгл. Declaration of Independence) од 4. јула 1776. коју је усвојио други сазив Континенталног сазива.
Након Другог свјетског рата, по важности се истиче Универзална декларација о људским правима Уједињених нација усвојена 10. децембра 1948. у Паризу.

### Декларација у праву
Декларација у праву се првенствено односи на изјаву странке у правном поступку. Примјер је пореска декларација, изјава пореског обавезника о подацима који утичу на  одређивање пореза; царинска декларација, изјава о подацима важним за одређивање царине; поштанска декларација, изјава о пошиљкама предатим за отпрему.